# 10001 Palermo
10001 Palermo este un asteroid din centura principală, descoperit pe 8 octombrie 1969, de Liudmila Cernîh.